# Bogorodica s usnulim Isusom, Svetim Josipom i Ivanom Krstiteljem
Bogorodica s usnulim Isusom, Svetim Josipom i Ivanom Krstiteljemje renesansno djelo Julija Klovića, hrvatskog slikara i minijaturista, iz 1540. godine. Djelo je nacrtano crvenom pisaljkom, na dimenzijama 292 x 244 mm. Crtež je izveden prema istoimenom Michelangelovom originalu koji je vjerojatno nastao početkom četrdesetih godina 16. stoljeća. Danas se čuva u fondu Grafičke zbirke Nacionalne sveučilišne knjižnice u Zagrebu.

## Opis
Papir je obrubljen tankom linijom povučenom crvenkastosmeđim tušem. U donjem desnom kutu otkinut je komadić ruba koji je naknadno restauriran. Manje oštećenje nalazi se u sredini desno (na Josipovoj ruci). Vodeni znak se ne razabire, a papir je vjerojatno iz 16. stoljeća. Na poleđini gore lijevo vide se zapisi smeđom tintom: "n 179 S. P. f", a dolje lijevo "c/N. 195", što su vjerojatno oznake ranijih vlasnika. Jedan zapis u sredini dolje izbrisan do nečitljivosti. List je na poleđini gore zalijepljen tankom trakom na podlogu tvrđeg papira plavkaste boje (19. st.), veličine 304 x 256 mm, uz čiji je rub zalijepljena zlatna folija debljine 3 mm.
U prvom planu lik Bogorodice u sjedećem položaju. Jednom rukom miluje usnulog Isusa u krilu, a drugom rukom drži knjigu. U pozadini desno lik Svetog Josipa, a lijevo Ivana Krstitelja. Ispod klupe pješčani sat kao simbol prolaznosti i smrti. Otvorena knjiga kao aluzija na starozavjetna proročanstva Isusove muke.

## Poveznice
- Julije Klović